# Cheile Topolniței și Peștera Topolniței
Cheile Topolniței și Peștera Topolniței alcătuiesc o arie protejată de interes național ce corespunde categoriei a IV-a IUCN (rezervație naturală de tip geologic floristic, faunistic și peisagistic) situată în județul Mehedinți, pe teritoriul administrativ al comunei Cireșu.

## Localizare
Aria naturală  se află în partea nord-vestică a județului Mehedinți și cea estică a satului Cireșu (în Podișul Mehedinți) și este străbătută de drumul județean (DJ607B) care leagă localitatea Marga de satul Bunoaica.

## Descriere

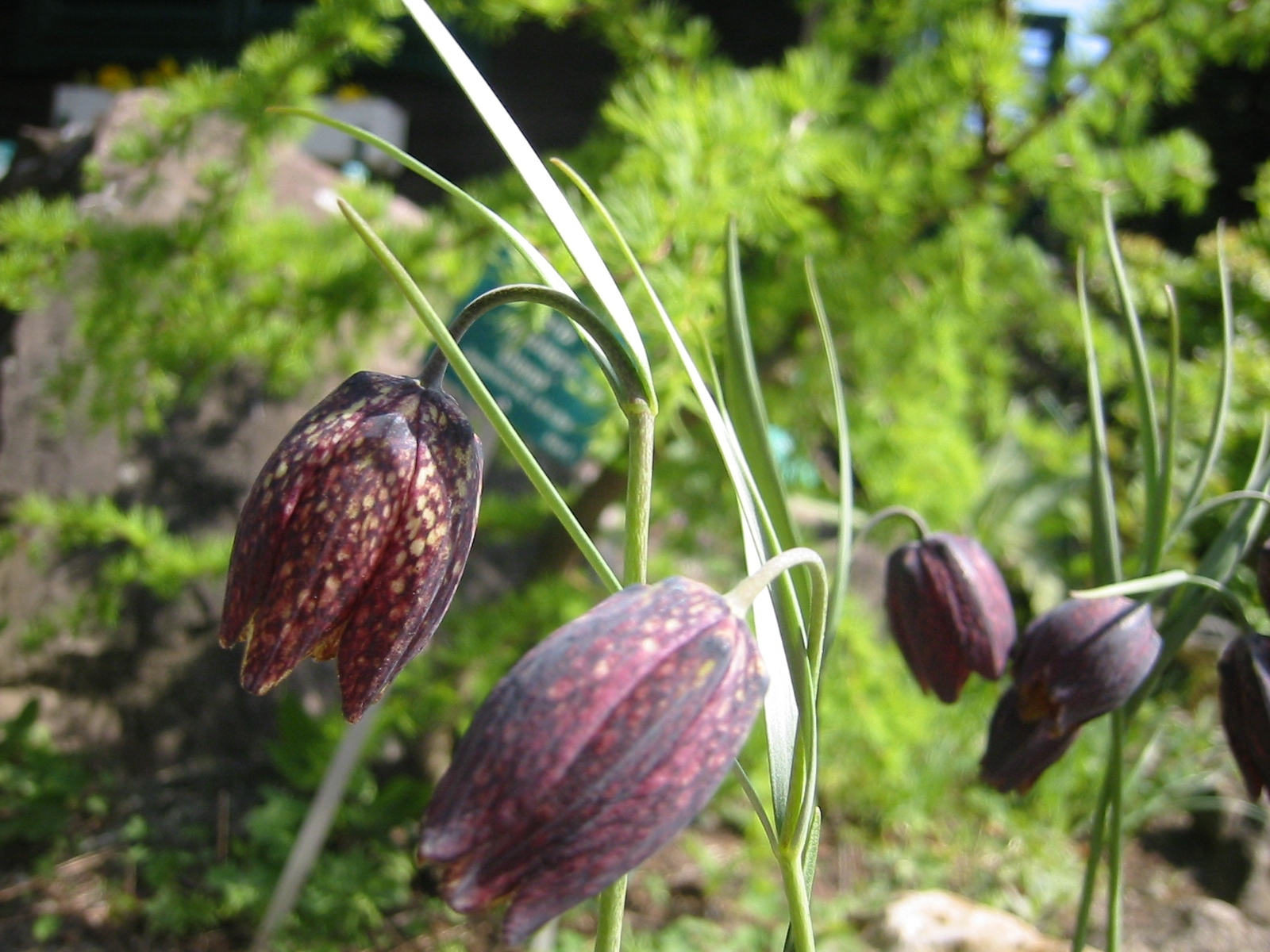
Lalea pestriţă (Fritillaria montana)

Rezervația naturală întinsă pe o suprafață de 60 hectare, a fost declarată arie protejată prin Legea Nr.5 din 6 martie 2000, publicată în Monitorul Oficial al României, Nr. 152 din 12 aprilie 2000 (privind aprobarea Planului de amenajare a teritoriului național - Secțiunea a III-a - zone protejate) și reprezintă o zonă (de interes geologic, floristic, faunistic și peisagistic) cu un relief variat (cheiuri, văi, peșteri, doline) acoperit cu păduri și pajiști, cu floră (fag, stejar, gorun, cer, mojdrean, cărpiniță, scumpie, liliac sălbatic, lalea pestriță din specia Fritillaria montana) și faună specifice Podișului Mehedințean .
Aria protejată „Cheile Topolniței și Peștera Topolniței” este inclusă în Geoparcul Platoul Mehedinți.